# Južnobaludžijski jezik
Južnobelučki jezik (Južnobaludžijski, južnobeludžijski; baloči, baluchi, baluci, makrani; ISO 639-3: bcc), jezik Južnih Beludža kojim govori 3,4 milijuna ljudi, od 2 770 000 u Pakistanu (1998.) na jugu Beludžistana; 405 000 u Iranu; 130 000 u Omanu (1993.; 312 000 etničkih); 100 000 u Ujedinjenim Arapskim Emiratima. 
Govori se nekoliko dijalekata: obalni belučki, kechi (keci), makranski ili lotuni, makrani (pleme Makrani), barahuwi, bashgaadi, huuti.
Pripada iranskoj skupini jezika i belučkoj podskupini (beludžski, beludžijski) i član je belučkoga makrojezika (beludžski, beludžijski, balučki, baločki) [bal]; Pismo arapsko (Nastaʿlīq).

## Unutarnje poveznice
- Istočnobelučki jezik
- Zapadnobelučki jezik

## Vanjske poveznice
- Ethnologue (14th)
- Ethnologue (15th)